# Leche helada

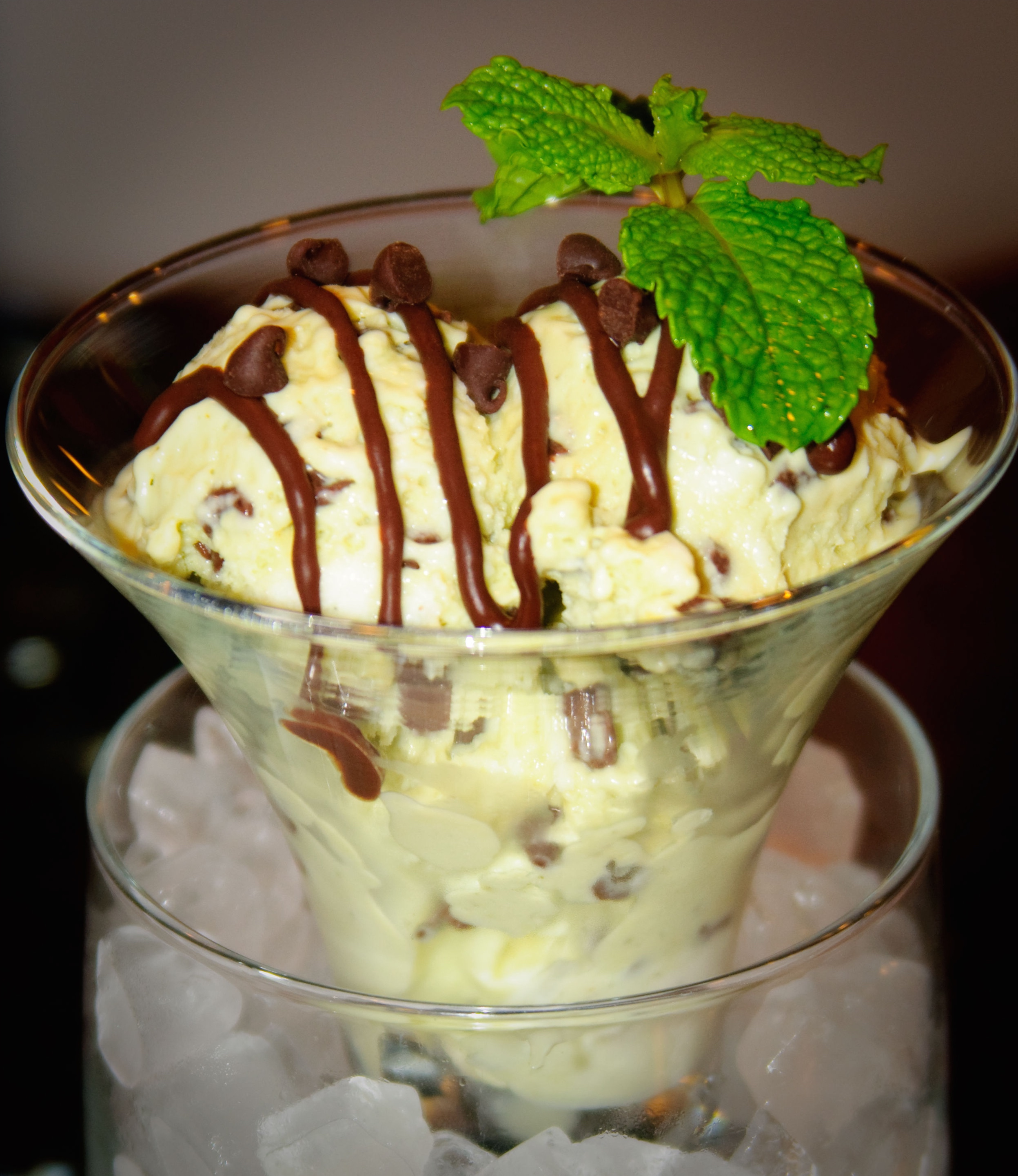
Leche helada con chispas de chocolate y menta

La leche helada es un producto lácteo servido generalmente como postre, con un contenido graso (procedente de la leche) que por regla general de menos de un 10 % y con un contenido de edulcorantes muy similar al del helado. La leche helada se suele valorar menos que el helado (mantecado) debido a que los consumidores lo consideran por regla general un producto de inferior calidad.[cita requerida].

## Características
En algunos mercados de lácteos este tipo de producto se confunde con el yogur helado aunque se diferencia de este último en que no posee cultivos lácticos en él. En algunas ocasiones se confunde con la elaboración de la leche merengada, pero nada tiene que ver ya que no incluye la clara del huevo y por regla general la leche merengada se sirve fría (no helada) además de ser saborizada con canela.